# Suhovare
Suhovare – wieś w Chorwacji, w żupanii zadarskiej, w gminie Poličnik. W 2011 roku liczyła 508 mieszkańców.